# Drapelul Ciadului

Proporție: 2:3

Drapelul național al Republicii Ciad (franceză: Drapeau du Tchad, arabă: علم تشاد) este un tricolor vertical care conține dinspre lance înspre marginea drapelului (în imagine, de la stânga la dreapta) trei zone diferit colorate, în albastru, galben și roșu. Steagul combină stilul și culorile tricolorului francez cu culorile tradiționale pan-africane. 
Prezentul steag al Ciadului a fost adoptat la 6 noiembrie 1959, în timp ce stema Ciadului⁠(en)[traduceți] a fost adoptată la 11 august 1970. 
Drapelul României este extrem de asemănător cu cel al Ciadului, dar albastrul său este de o nuanță mai deschisă.  Deși steagul principatului Andorra, respectiv cel al Republicii Moldova prezintă aceleași culori, cu o aceeași dispunere, acestea sunt ușor identificabile datorită stemelor prezente pe culoarea galben, respectiv a nuanțelor diferite de albastru. În 2004, Ciad a cerut Organizației Națiunilor Unite să examineze această problemă, dar președintele României de atunci, Ion Iliescu, a anunțat că nu va apărea nici o schimbare a Drapelului României. Ion Iliescu a declarat presei că tricolorul ne aparține. Nu vom renunța la tricolor.

## Steaguri istorice ale Ciadului

Steagul Imperiului Kanem conform lui Angelino Dulcert (1339)
Steagul Imperiului Bornu (succesorul Imperiului Kanem), conform lui Gabriel de Vallseca (1439)
Steagul Franței și al Africii Ecuatoriale franceze (1900-1959)
Steagul guvernului francez liber din Ciad condus de Pierre-Olivier Lapie (1940–1942)
Steagul personal al lui Lapie (1940-1942)
Steag al Comunității franceze